# Theophilos III. von Jerusalem

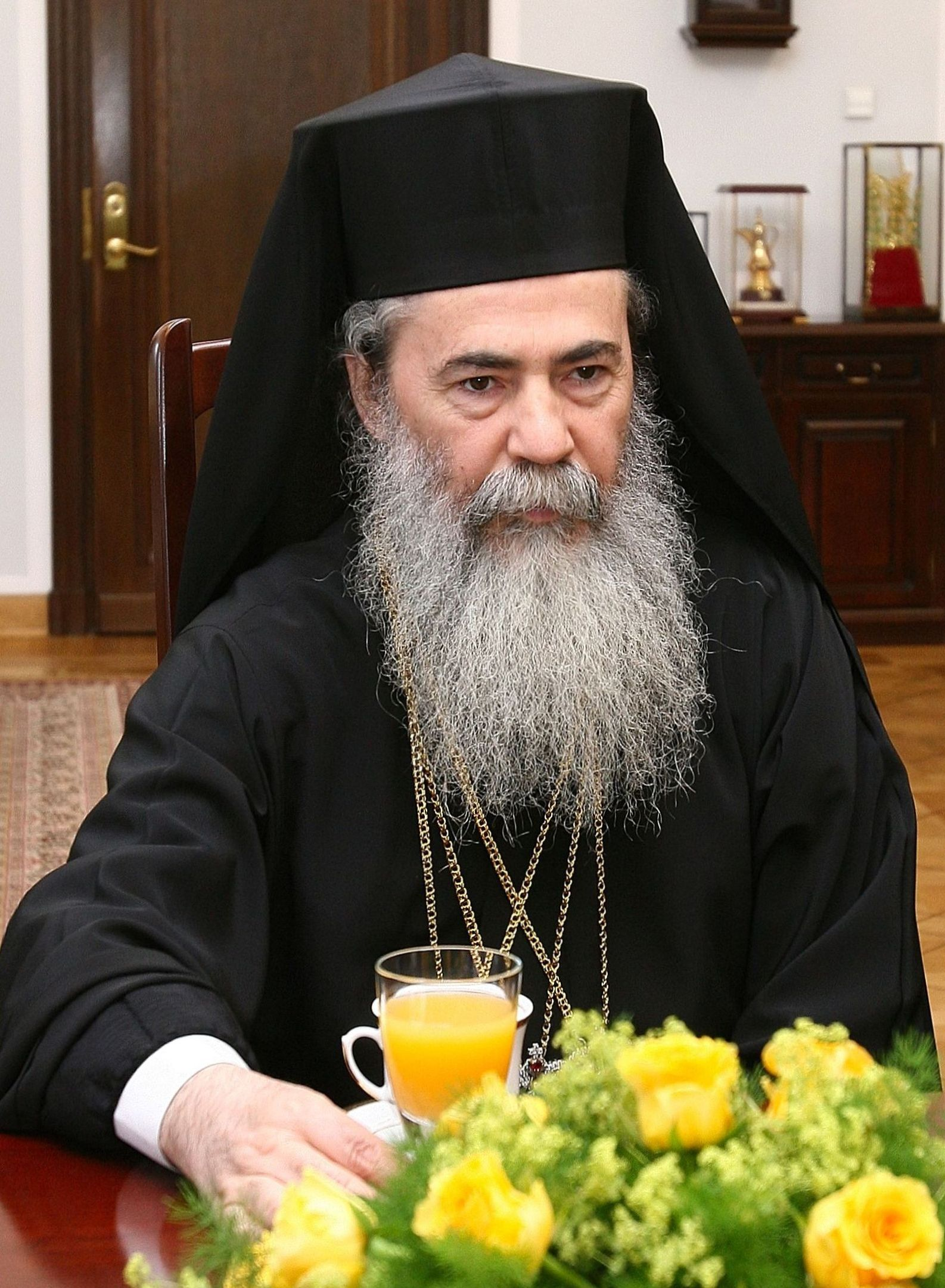
Patriarch Theophilos III. von Jerusalem bei einem Besuch im Polnischen Senat am 28. Juni 2010

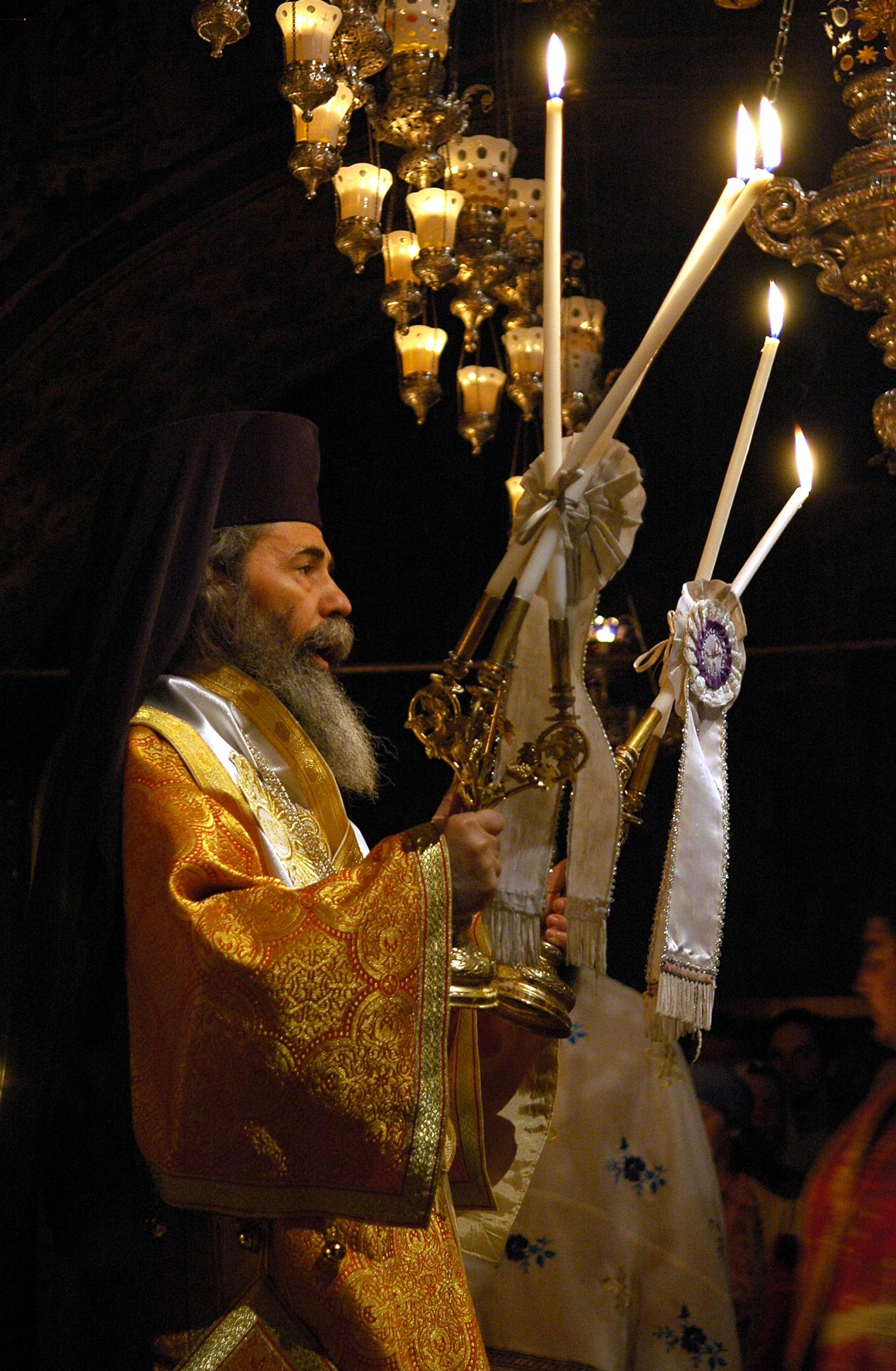
Theophilos III. (2005)

Theophilos III. von Jerusalem, bürgerlicher Name Ηλίας Γιαννόπουλος (Ilias Giannopoulos), (* 4. April 1952 in Gargaliani, Messinia, Griechenland) ist der amtierende Patriarch der Orthodoxen Kirche von Jerusalem.

## Leben
Ilias Giannopoulos studierte Theologie an der Universität Athen und setzte seine Studien in London fort. Im Jahre 1984 ging er nach Jerusalem und war Archidiakon unter Patriarch Benedikt I. Von 1991 bis 1996 war er Priester in Kana, Galiläa. Er gründete eine Gesellschaft mit dem Namen Nour al Masih (Licht Christi), um den orthodoxen Glauben in der Region zu verbreiten. Im Jahre 1996 kam er als erster christlicher Priester seit Jahrhunderten in die geschlossene islamische Welt von Katar, wo viele christliche Palästinenser arbeiten. Er war Exarch des Heiligen Grabes in Katar. Von 2000 bis 2003 war er Kirchenvertreter beim Patriarchat von Moskau. Im Februar 2005 wurde er Erzbischof von Tabor.
Am 22. August 2005 wählte ihn die Jerusalemer Heilige Synode ohne Gegenstimme zum 141. Primas der Orthodoxen Kirche von Jerusalem und Nachfolger des im Frühjahr 2005 wegen Immobilienverkäufen an eine Siedlergruppe amtsenthobenen Irenaios Theophilos III. übernahm das Amt in einer Zeit wachsender Spannungen in der Region besonders zwischen Palästina und Israel aber auch innerhalb Palästinas selbst. Zudem hatten einige Priester Probleme, ihre Visa verlängert zu bekommen. Zeitweilig hatte ihm Jordanien die Anerkennung entzogen, doch wurde ihm am 12. Juni 2007 durch das jordanische Kabinett diese erneut ausgesprochen. Eine Ministerkommission der israelischen Regierung empfahl im Oktober 2007 ebenfalls die Anerkennung, so dass am 16. Dezember 2007 auch die formale Anerkennung durch Israel erfolgte.
Laut Zeitungsberichten wurde sein abgesetzter Vorgänger Irenaios gegen seinen Willen festgehalten.
Theophilos III. ist bekannt für seinen luxuriösen Lebensstil. Von den palästinensischen Christen wird er verachtet, weil er mehr und mehr Immobilien des Patriarchates auf intransparente Weise über Mittelsmänner und unter dem Marktwert verkauft. Die von seinem Vorgänger Irenaios durchgeführten Verkäufe von drei Häusern in der Jerusalemer Altstadt wurden nach zwölf Jahren gerichtlich bestätigt.

## Name
Theophilos III. führt traditionell den Titel Patriarch der Heiligen Stadt Jerusalem und ganz Palästinas und Syriens, der Gebiete jenseits des Jordans sowie von Kana in Galiläa und dem Heiligen Zion.
Frühere Patriarchen von Jerusalem gleiches Namens waren Theophilos I., Patriarch von Jerusalem von 1012 bis 1020, und Theophilos II., Patriarch von Jerusalem von 1417 bis 1424.

## Orden
- Großkreuz des Sterns von Rumänien
- Orden des Fürsten Jaroslaw des Weisen 1. Klasse
- Collane des Ordens des Adlers von Georgien